# Adiam Dymott
Adiam Dymott (* 5. Mai 1982) ist eine schwedische Sängerin mit eritreischen Wurzeln.

## Karriere

### 2008–2014: Erstes StudioalbumAdiam Dymottund Pause
Adiam wuchs in der schwedischen Universitätsstadt Uppsala auf und zog nach ihrer Schulzeit nach Stockholm, wo sie zunächst als Empfangsdame in einem Tonstudio arbeitete. Im Laufe der Zeit durfte Adiam dabei immer öfter als Sängerin für verschiedene Songwriter und Musikproduzenten einspringen. Dadurch kam sie auf den Geschmack, eine eigene Platte aufzunehmen. In Thomas Rusiak, der sich in Schweden als Rapper und Musikproduzent einen Namen gemacht hat, fand sie einen Fürsprecher und Unterstützer. Er ermöglichte ihr 2008 erste Demoaufnahmen und half ihr danach bei der Produktion ihres ersten Albums.
Ihren Durchbruch in Schweden hatte Adiam im Winter 2009 unter dem Namen „Adiam Dymott“ mit dem Lied Miss you, das sie bei einem Liveauftritt auf der 'P3-Gala' – der Verleihung des schwedischen Musikpreises P3 Guld – präsentierte. Publikum und Kritiker waren so angetan von der Nachwuchssängerin, dass sie im Anschluss regelrecht mit Lob überschüttet wurde. Miss you stieg auf Platz 1 der schwedischen ITunes-Verkaufscharts.
Damit waren für Adiam ideale Voraussetzungen geschaffen, ihr erstes Album zu veröffentlichen. „Adiam Dymott“ erschien am 23. März 2009 bei einem Indie-Label. In der Sverigetopplistan, den schwedischen Charts, erreichte es auf Anhieb Platz 14.
Stilistisch orientierte sich Adiam eigenwillig an den Kategorien Hip-Hop, Rock und Soul. Ihr selbst fällt es schwer, eine genauere Zuordnung zu treffen: „Perhaps I could call it rock with big beats and soft melodies? Or a concentrated blast? No, I really don’t know. We’ve created our own little world, me and Thomas.“ Aussagen wie diese legen nahe, Adiam und Rusiak als ein musikalisches Duo zu betrachten. Beide arbeiten gleichberechtigt an den Kompositionen. Rusiak sorgte mit seinen Kontakten in der schwedischen Musikszene außerdem dafür, dass namhafte Gitarristen wie Harri Mänty und Mattias Bärjed an der Produktion des Albums und bei den anschließenden Konzertauftritten beteiligt waren.
Für bescheidene internationale Aufmerksamkeit sorgte Adiam erstmals durch ihre Nominierung für die MTV Europe Music Awards 2009 in der Kategorie Best Swedish Act. In Deutschland fand sie erstmals Beachtung durch ihren Auftritt bei der Premierenfeier des Films Inglourious Basterds in Berlin.
Im Mai 2010 erschien Catch me if you can – ein Duett mit Björn Dixgård von der schwedischen Band Mando Diao.

### 2015: Rückkehr zur Musik mitBlack Wedding
2015 veröffentlichte sie unter dem Namen „Adiam“ die Songs Dark Lake und Desert Island, welche zusammen auf einer EP mit drei Remixen von Dark Lake zusammengeführt wurden. Diese EP trägt den Namen Dark Lake (EP 1). Zu hören war sie auch auf dem Song Champagne Problems der Band Dante). 2016 folgte dann der Song Quiet Desperation und später auch Runaway. Zusammen mit den Tracks Quiet Desperation (Symbiz Sound Remix), Runaway (Exile remix feat. Blu) und Runaway (Robot Koch Remix) sind die beiden Songs auf Quiet Desperation (EP2) vertreten, die am 25. März 2016 veröffentlicht wurde. Zu Dark Lake, Desert Island, Quiet Desperation und Runaway gibt es auf Adiams YouTube-Kanal sogenannte „Mood Videos“.
Am 20. Mai 2016 erschien die Single Dead Girl Walking zusammen mit einem Musikvideo, das in Berlin und Stockholm entstanden und in dem sie unter anderem zusammen mit ihren vier Schwestern zu sehen ist. Ihr Album Black Wedding wurde am 26. August 2016 veröffentlicht und bekam gute Kritik. Zuvor veröffentlichte sie die Single Fearless.
Die Single I Chose You erschien am 17. November 2017.

## Diskografie

### Studioalben
- 2009: Adiam Dymott
- 2016: Black Wedding

### EPs
- 2015: Dark Lake (EP 1)
- 2016: Quiet Desperation (EP 2)

### Singles
- 2009: Miss You
- 2009: Pizza
- 2010: Catch Me If You Can
- 2015: Dark Lake
- 2015: Dessert Island
- 2016: Quiet Desperation
- 2016: Runaway
- 2016: Dead Girl Walking
- 2016: Fearless
- 2017: I Chose You

### Gastbeiträge
- 2015: Champagne Problems (Dante feat. Adiam)